# Elle McLemore

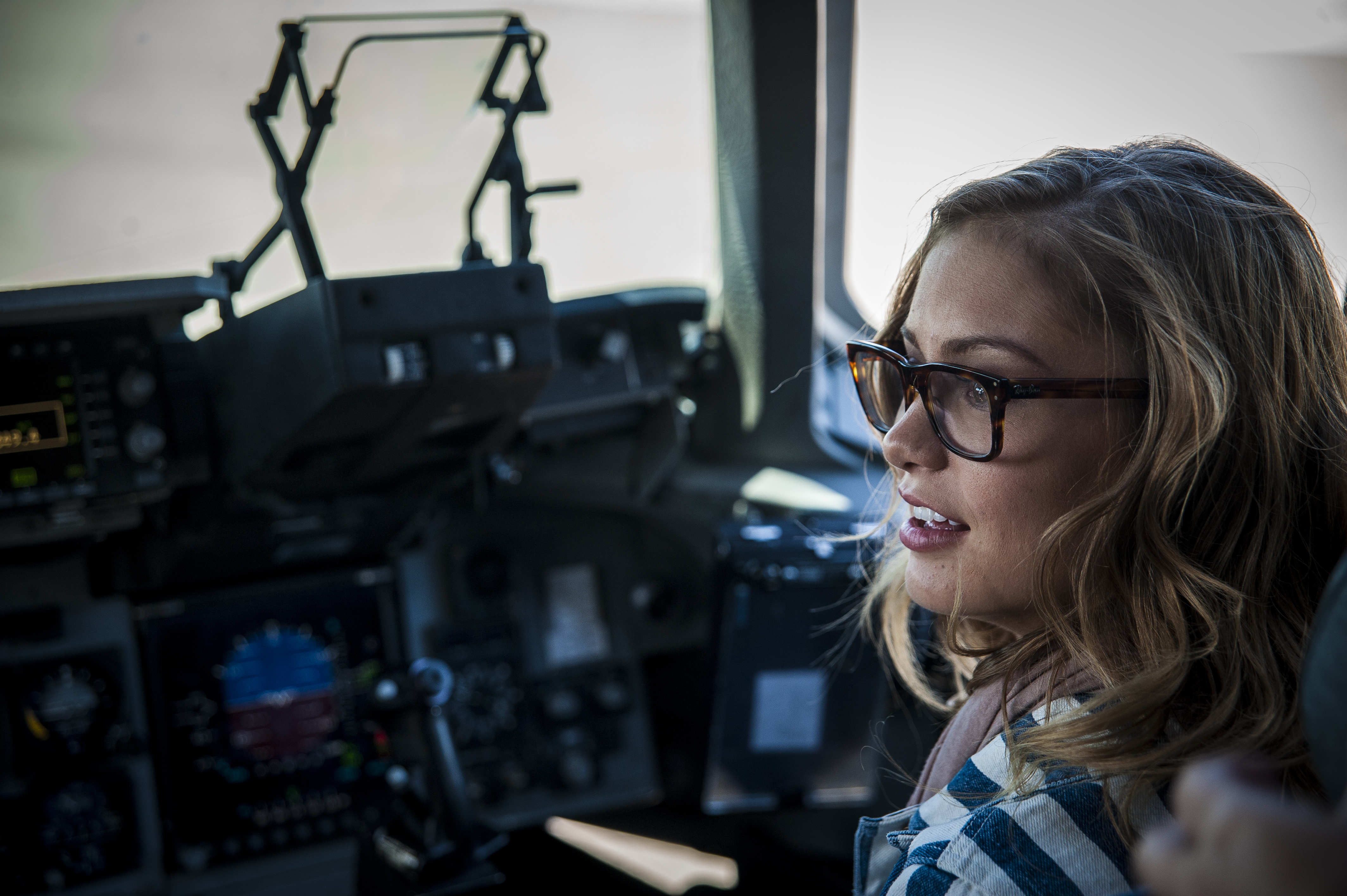
Elle McLemore, 2013

Elle Nicole McLemore (* 16. September 1991 in Honolulu, Hawaii) ist eine US-amerikanische Schauspielerin.

## Leben und Karriere
Elle McLemore wurde als Tochter eines Pyrotechnikers und einer Tänzerin geboren. Zusammen mit ihrer Schwester wuchs sie in Las Vegas auf. Ihre Vorfahren stammen aus Japan und Irland. Ihre Schulzeit verbrachte sie an der Palo Verde High School, welche sie 2009 abschloss. Kurz darauf zog sie nach Los Angeles, um Schauspielerin zu werden.
Erste schauspielerische Erfahrungen sammelte Elle McLemore bereits im Alter von vier Jahren in einer Aufführung des Stückes Melinda: First Lady of Magic. Ihre ersten Fernsehauftritte absolvierte sie 2010 in jeweils einer Folge der Fernsehserien Zack & Cody an Bord und The Middle. 2011 folgte ein Handlungsbogen von zwei Folgen in der Serie Los Americans sowie eine Rolle im Film At the Top of the Pyramid. Ihre erste Hauptrolle bekam sie 2013 in der siebten Staffel der Lifetime-Television-Serie Army Wives. Dort verkörperte sie Holly Truman. Allerdings wurde die Serie nach dieser Staffel vom Sender eingestellt.

## Filmografie (Auswahl)
- 2010: Zack & Cody an Bord (The Suite Life on Deck, Fernsehserie, Folge 3x04)
- 2010: The Middle (Fernsehserie, Folge 2x06)
- 2011: Los Americans (Fernsehserie, 2 Folgen)
- 2011: At the Top of the Pyramid
- 2013: Army Wives (Fernsehserie, 13 Folgen)
- 2016: Grease Live! (Fernsehfilm)
- 2018: American Dresser